# Catacumbas de Camden

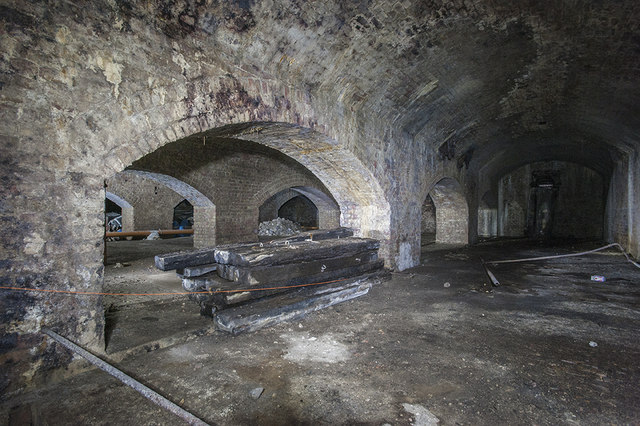
Parte de las catacumbas de Camden en abril de 2010

Las catacumbas de Camden son un sistema de pasajes subterráneos en Camden Town, en el norte de Londres, debajo de parte de los mercados de Camden, construidos en el siglo XIX, y a 2012 eran propiedad de Network Rail. No son verdaderas catacumbas, ya que nunca se utilizaron como depósitos de cadáveres, sino que fueron un área subterránea originalmente utilizada como establos para caballos y ponis que trabajaban en los ferrocarriles.
Las catacumbas también incluían una piscina subterránea para los barcos que navegaban por el cercano Regent's Canal. No están abiertas a los visitantes debido al peligro de inundaciones. 